# 続・男はつらいよ
『続・男はつらいよ』（ぞく・おとこはつらいよ）は、1969年11月15日に公開された日本映画。男はつらいよシリーズの2作目。製作・配給は松竹（大船撮影所）。同時上映は喜劇・よさこい旅行（フランキー堺）。

## あらすじ
車寅次郎（渥美清）は、つかの間のとらやでの滞在を経て旅立つ途上、葛飾商業学校時代の英語の恩師・坪内散歩先生（東野英治郎）が自宅を兼ねた英語塾にいるところをふと見かけた。散歩先生は、長らく会っていなかったが、寅次郎にとって学生時代からの数少ないよき理解者であり、よく叱ってくれる人生の師とも言える存在であった。先生の娘の夏子（佐藤オリエ）に一目惚れした寅次郎は浮かれてしまい、先生宅で飲み食いが過ぎ、病院に担ぎ込まれてしまう。さらに入院先の病院で散々トラブルを起こして、弟分の登（津坂匡章）とともに脱走。保護者代わりの夏子が医師の藤村（山崎努）に謝罪する。焼肉店での無銭飲食と店長の男性への暴力で警察に連行され、さくらに迷惑をかけたことでいたたまれなくなった寅次郎は、散歩先生に別れの挨拶をして旅立つ。
１ヶ月後、散歩先生と夏子が京都を旅していたところ、寅次郎が啖呵売をしているところに出会う。まだヤクザな商売をしている寅次郎を先生は叱るが、寅次郎が自分が京都にいる理由として瞼の母・お菊が京都にいることをほのめかすと、先生はお菊に会いに行くことを寅次郎に強く勧め、夏子が同行してくれることになる。お菊がいるという連れ込み旅館・グランドホテルを訪ね、寅次郎はお菊（ミヤコ蝶々）に会うが、お菊はイメージと全然違うやり手婆風の女性で、数十年ぶりに会う息子と名乗る寅次郎に金の無心に来たかと言う始末。失意のどん底に突き落とされた寅次郎は、夏子と散歩先生に慰められつつ、柴又へと帰郷する。
とらやに戻り、家族や近隣の人たちにも実母とのことを慰められた寅次郎は、夏子に自宅に来るように誘われるなどして、次第に元気を取り戻す。ある日、散歩先生に江戸川の天然の鰻を食べたいと頼まれ、気乗りしないながらも承諾する。釣り糸を垂らしながら夏子に話しかけられ、散歩先生が寅次郎の実母のことを「子どもが可愛くない親がどこにいる。子どもを捨てるにはそれだけのつらい事情があったはずだ」と言っていたと聞く。そんな中、ついに鰻が釣れて喜び勇んで先生の家に帰るが、先生は既に亡くなっていた。
恩師を失い、すすり泣く寅次郎は、葬式に現れた御前様に「一番悲しいのは、一番泣きたいのはあの娘さんだ。こういうときこそ、お前がしっかりせんといかん」と諭され、葬式一般を取り仕切る。医師の藤村が葬式に現れたのを見て、義理堅い人だと思うが、直後、藤村があの時のことが縁で夏子と交際を始めていたということを知って、失望する。
とらやの２階に上がり、散歩先生に恩返しができたことを自分に言い聞かせつつも、「顔で笑って心で泣いて」失恋のつらい気持ちをさくらに吐露する寅次郎は、先生に「先生は分かってくれるもんな」と最後の理解を求める。
寅次郎が旅立った後、夏子は藤村と結婚し、京都に新婚旅行に行く。そこで寅次郎がお菊と仲むつまじく行動している姿を見かけ、亡き父に報告するのであった。

## 逸話
- 第1作の好評を受けて製作された『男はつらいよ』の続編。（寅の夢）寅さん版瞼の母。

- 当初は本作で終了する予定であり、山田もそのつもりで引き受けた[2]。

- 寅の瞼の母お菊（ミヤコ蝶々）が初めて登場した作品でもある。なお、お菊は第7作「奮闘編」にも登場している。

- 寅が旅先で見る夢が初登場（実の母親と会う夢）。
- 源公が寅次郎の舎弟として登場している。
- テレビ版博士の医師の設定が本作の藤村薫の職業に活かされている。
- テレビドラマ版で坪内先生を演じた東野英治郎、娘役の夏子役の佐藤オリエが同役で登場する。『悪童 小説 寅次郎の告白』及びドラマ『少年寅次郎』では、二人とは、寅次郎の中学時代から関りがあったと描かれている。
- 満男役として中村はやとが第26作まで登場する（第9作を除く）。
- 散歩先生が寅に語る漢詩は杜甫の『衛八処士に贈る』
- 使用されたクラシック音楽
  - ハイドン：弦楽四重奏曲第67番 ニ長調 作品64-5 から第一楽章～夏子と藤村が逢う「高級純喫茶スカイラーク」の店内
  - ベートーベン：弦楽四重奏曲第6番 変ロ長調 作品18-6 から第一楽章、第二楽章～夏子の音楽会
- DVD特典映像に収録されている「予告編」には、おいちゃんおばちゃんが新作と思われる和菓子の試食をしているカットシーンが挿入されている。

## キャスト
- 車寅次郎：渥美清
- 諏訪さくら：倍賞千恵子
- お菊（寅次郎の実母、グランドホテルの経営者）：ミヤコ蝶々
- 坪内夏子[注 1]（散歩先生の娘）：佐藤オリエ
- 藤村薫（つとむ）（金町中央病院の医師）：山﨑努
- 車つね：三崎千恵子
- 諏訪博：前田吟
- 川又登：津坂匡章
- お澄（グランドホテルの従業員）、夢の中の寅次郎の瞼の母：風見章子
- 桂梅太郎：太宰久雄
- 源吉：佐藤蛾次郎
- 焼肉京城園の店主：江幡高志
- 刑事：山本幸栄
- 患者：小田草之介
- 葬儀屋：北竜介
- 患者：大杉侃二郎
- 葬式の客：水木涼子
- 看護婦：呉恵美子
- 患者：高木信夫
- ご近所さん：土田桂司
- 印刷工：市山達己
- 千早旦子
- 藤間恵美
- とらやの店員・友ちゃん：脇山邦子
- 印刷工：石井愃一
- 御前さま：笠智衆（特別出演）
- 患者（金町中央病院の入院患者）：財津一郎（特別出演）
- おじさん（車竜造）：森川信
- 散歩先生（坪内散歩：寅次郎の恩師、坪内英語塾の先生）：東野英治郎
- 諏訪満男：中村はやと（クレジットなし）
- 患者の付き添い、葬式の弔問客：谷よしの（クレジットなし）
- 葬儀屋：関敬六（クレジットなし）

## ロケ地
- 京都府京都市右京区 - 渡月橋、嵐山、中京区 - 旅館 巴家、東山区 - 安井毘沙門町グランドホテル仏蘭西ハイツ、清水寺、
- 三重県伊賀市柘植駅 - オープニングで寅が寝ているシーン
- 東京都葛飾区東金町 - 散歩先生の家付近、純喫茶

佐藤(2019)、pp.613-614より

## スタッフ
- 監督・原作：山田洋次
- 脚本：山田洋次、小林俊一、宮崎晃
- 音楽：山本直純

## 記録
- 観客動員：48万9000人[1]

## 受賞
- 第24回毎日映画コンクール
  - 監督賞／山田洋次
  - 主演男優賞／渥美清
- 第43回キネマ旬報ベスト・テン日本映画部門第9位